# Manettia honigii
Manettia honigii är en måreväxtart som beskrevs av Julian Alfred Steyermark. Manettia honigii ingår i släktet Manettia och familjen måreväxter. Inga underarter finns listade i Catalogue of Life.